# Acritus paulae
Acritus paulae är en skalbaggsart som beskrevs av Yves Gomy 1980. Acritus paulae ingår i släktet Acritus och familjen stumpbaggar. Inga underarter finns listade i Catalogue of Life.